# Łuk angularny
Łuk angularny (łuk asyryjski, angular) – łuk używany przez łuczników asyryjskich i babilońskich charakteryzujący się tym, że po założeniu cięciwy ramiona i cięciwa łuku tworzyły trójkąt równoramienny. Używany do VI wieku p.n.e. Nazwa łuku pochodzi od łacińskiego słowa angularius – kątowy.